# Riddu Riđđu
Riddu Riđđu és un festival internacional de pobles indígenes que té lloc cada any el més de juliol a Gáivuotna, a la part noruega de Sápmi. Hi participen artistes samis i d'altres pobles indígenes en diferents àmbits de l'art com música, dansa, teatre i pintura. També hi ha seminaris i tallers sobre política, art i altres temes. El festival és especialment popular entre els pobles de regions septentrionals i àrtiques.

## Història
El festival Riddu Riđđu va néixer l'any 1991 amb el nom de Dies culturals dels samis de la mar (Mearrasámi kulturbeaivvit). Va ser impulsat per l'organització juvenil de Gáivuotna Gáivuona Samenuorat que volia reivindicar la cultura del samis de la mar, diluïda per les polítiques d'assimilació de l'estat noruec, i alhora menyspreada per gran part de la comunitat sami. El 1995 es va reanomenar Riddu Riđđu que significa tempesta de la costa i va esdevenir un festival a l'aire lliure. Amb els anys Riddu Riđđu ha perdut el caràcter de festival protesta dels primers anys i s'ha convertit en el lloc de trobada de diferents pobles indígenes amb més focus en l'art. A partir de 2000, cada any un poble o grup de pobles indígenes és convidat oficialment com a Poble septentrional de l'any (Årets nordlige Folk/Dán jagi davvi álbmot).
L'any 2000 es va crear el premi Jove Artista Sami de l'Any que es concedeix a un artista sami de 15 a 25 anys, la obra del qual es presenta de manera destacada al festival.
L'any 2020 Riddu Riđđu es va suspendre a causa de la crisi del coronavirus, però el juny del mateix any es va organitzar el festival digital Stream Sápmi en que es van transmetre en directe els concerts dels artistes samis Emil ja Lávre, Katarina Barruk, Manin Jeanine i Mari Boine.

## Poble septentrional de l'any
- 2000 itelmens de Kamchatka[11]
- 2001 nivkhs, poble indígena a l'illa Sakhalín[12]
- 2002 tuvinians[13]
- 2003 koriaks[14]
- 2004 inuits de Nunavik[15]
- 2005 els pobles de la regió Barents (carelians, vepses, nenets, samis i komis)[16]
- 2006 nambiquaras[14]
- 2007 komis[17]
- 2008 nenets[18]
- 2009 nisga'a[19]
- 2010 vepses[20]
- 2011 els pobles de Taimyr (dolgans, nenets, nganassans, evenkis i enets)[21]
- 2012 inuits de Grenlàndia[22]
- 2013 ainus[7]
- 2014 els 8 pobles indígenes al voltant del riu Amur[23]
- 2015 iroquesos[24]
- 2016 els pobles indígenes de Taiwan[25]
- 2017 els pobles d'Alaska[26]
- 2018 samis skolt i kildin[27]
- 2019 inuits de Nunavut[28]
- 2020 cancel·lat
- 2021 sense poble convidat, a causa de la pandèmia de COVID-19.
- 2022 inuits de Groenlàndia[29]